# Gréoux-les-Bains
Gréoux-les-Bains ist eine französische Gemeinde und ein Kurbad im Département Alpes-de-Haute-Provence in der Region Provence-Alpes-Côte d’Azur mit 3.088 Einwohnern (Stand 1. Januar 2022). Sie gehört zum Kanton Valensole im Arrondissement Forcalquier.

## Geographie
Gréoux-les-Bains liegt im Südwesten des Départements Alpes-de-Haute-Provence am Ufer des Verdon. Sein Zuflüsse Colostre und Notre-Dame durchqueren das Gemeindegebiet. Am Ort ist der Verdon zur „Barrage de Gréoux“ gestaut. Das Gemeindegebiet ist Teil des Regionalen Naturparks Verdon.

## Bevölkerungsentwicklung
| Jahr                       | 1962 | 1968 | 1975 | 1982 | 1990 | 1999 | 2006 | 2017 |
| Einwohner                  | 1039 | 1182 | 1296 | 1635 | 1718 | 1921 | 2455 | 2634 |
| Quellen: Cassini und INSEE |      |      |      |      |      |      |      |      |

## Wirtschaft und Tourismus
Die seit keltischer Zeit bekannten Thermalquellen (42 °C mit Magnesium und Spurenelementen) werden seit den 1960er Jahren wieder intensiv genutzt, so dass Gréoux-les-Bains während der Kursaison von März bis November von bis über 30.000 Gästen besucht wird.
Die Tempelritterburg dominiert das Ortsbild. Sie gehörte aber nie dem Templerorden, sondern einige Zeit dem Malteserorden. Die als Monument historique klassifizierte Ruine ist seit Anfang der 1980er Jahre im Besitz der Gemeinde.

## Sehenswürdigkeiten
|  |  |

Siehe: Liste der Monuments historiques in Gréoux-les-Bains

## Städtepartnerschaft
Seit 1985 besteht mit Bad Krozingen in Baden-Württemberg eine Städtepartnerschaft.